# Devasthan
Devasthan o Deosthan fou una zila (districte) de l'antic principat de Mewar i des de 1937 un departament, a uns 20 km al nord d'Udaipur (Rajasthan). El departament fou creat el 1937 per l'administració de dotze importants temples, el principal dels quals el temple d'Eklingji dedicat a Xiva, a Kailashpuri, i el temple jain de Kihabhdeoji a Dhuleo (Dhulev), tots d'importància religiosa per milers de pelegrins. També important eren el temple de Charbhuja dedicat a Vixnu al poble de Gadbhor, i el temple jagdish d'Udaipur. El departament incloïa 111 pobles, la major part terres muafi (religioses) i khalsa (de l'estat) amb alguns pobles de jagirs (concedides a senyors i nobles).

## Nota
1. ↑  Eklingji és una deïtat considerada el patró de Mewar, i reconegut com el senyor espiritual de l'estat, del qual el maharana era només el seu regent o diwan
2. ↑  Mandir Shri Ekling Ji al web del departament de Devasthan